# Maison de Mathrafal
La Maison de Mathrafal est le nom donné dans l'historiographie et la généalogie moderne à une lignée cadette de la Maison de Dinefwr. Elle doit son nom du  château Mathrafal (en), sa résidence principale et le siège de son pouvoir. Bien que sa fortune ait varié au fil des générations, elle est principalement considérée comme une dynastie de souverains du royaume de Powys dans le pays de Galles central.

## Histoire
Comme les dynasties Aberffraw de Dinefwr, et Seisyll le père de Llywelyn ap Seisyll lui-même, elle prétendait être issue de Merfyn Frych ap Gwriad qui avec son fils Rhodri, avaient imposé leur pouvoir sur le nord et l'est du pays de Galles. En 854 Rhodri succède, comme roi de Powys à Cyngen après la mort de ce dernier lors d'un pèlerinage à Rome, prétendument du droit de Nest, la sœur de Cyngen, sa mère ou de son épouse, les sources étant contradictoires sur ce point. Cette annexion est plus surement  par droit de conquête. Les véritables héritiers de Cyngen semblent avoir été soit exilés soit réduits à un état de propriétaires terriens secondaires. Cependant, les rois de Powys postérieurs se prétendaient issus de Cadell ap Brochfael, ancêtre du premier souverain de la Maison de Mathrafal, Bleddyn ap Cynfyn qui lui-même proclamait être issu d'Aeddan un fils de Cyngen... 
D'autres familles nobles prétendaient aussi être issues d'un autre fils de Cyngen dont Elisedd, qui est mentionné pour avoir tué son frère aîné Gruffydd dans les  Annales Cambriae. Il est toutefois très possible que la prétendue hégémonie du  Gwynedd ne soit que de la propagande destinée à glorifier ce royaume lors de son expansion sur Powys à l'époque d'Owain Gwynedd. Si Cyngen a bien eu une sœur nommée Nest, ce n'est par son intermédiation que la transmission, du royaume a échappé aux héritiers de Cadell ap Brochfael, mais plutôt par une fille homonyme de ce dernier Nest ferch Cadell, mariée à Gwerstan fils de Gwaithfoed , les parents de Cynfyn ap Gwerstan dont le fils Bleddyn ap Cynfyn est le fondateur de la maison de médiévale de Powys dite de Mathrafal.
Selon les récits traditionnels, Rhodri divise son royaume entre ses fils et donne le Powys au cadet, Merfyn. Le roi Cadell du Ceredigion dépossède ensuite son frère et ajoute le Powys à son patrimoine. C'est possible, cependant le Powys demeure indépendant jusqu'à son annexion en 916 par Hywel Dda, le fils de Cadell, qui conquiert également le Dyfed et le Gwynedd et établit ce qui sera ensuite désigné sous le nom de Deheubarth. À la mort du petit-fils d'Hywel, Maredudd ab Owain en 999, le royaume se disloque : un usurpateur Aeddan ap Blegywryd s'empare du Gwynned et un certain Rhain l'Irlandais (en), se proclame héritier de Maredudd en Dyfed. Jusqu'à l'intervention de Llywelyn ap Seisyll, issu d'une lignée cadette de la maison d'Aberffraw originaire du commote de Rhuddlan.
La maison Mathrafal a été effectivement créée à la suite des expéditions menées par Harold et Tostig Godwinson en 1062 et 1063, qui permettent à  Bleddyn ap Cynfyn de s'implanter sur le Powys et le Gwynedd tout en conservant sa base de Mathrafal près de la frontière avec les Saxons. À partir de là sa lignée s'oppose à celles de Dinefwr et d'Aberffraw pour contrôler le pays de Galles. Les petites dynasties indépendantes du Gwent et du  Morgannwg sont rapidement éliminées par les seigneurs des Marches galloises après la  conquête de l'Angleterre par les Normands L'influence de la  Mathrafal atteint son apogée entre 1063 et 1081, année où elle perd le contrôle du  Gwynedd face à la famille d'Aberffraw à la suite de la bataille de Mynydd Carn (en). En 1191, Powys est divisé entre le Powys Fadog au nord et le Powys Wenwynwyn (l'actuel Montgomeryshire) dans le sud. Le premier devient un allié et vassal intermittent du  Gwynedd et le second un de ses principaux opposants.
L'historien John Davies souligne qu'après la division du Powys, la dynastie ne doit plus être considérée comme celle d'Aberffraw ou Dinefwr. Le château de Mathrafal est détruit par le Gwynedd en 1212 et les membres de la lignée locale deviennent totalement dépendants du soutien anglais pour survivre. Cependant, la dynastie Mathrafal a continué à exercer une certaine influence, en sapant l'autorité et finalement en trahissant Llywelyn ap Gruffudd au profit du roi d'Angleterre lors de la conquête du pays de Galles par Édouard Ier en 1282/1283. Ensuite, ils subissent sa politique d'élimination des maisons royales galloises et doivent même abandonner leur prétention à la royauté  pour des titres de seigneuries anglaises lors du Parlement de Shrewsbury en 1283. Ils furent finalement éliminés par l’implantation des seigneurs de la famille Mortimer au début du XIVe siècle.